# Jakob Schlenger
Jakob Schlenger (* 18. Januar 1831 in Mommenheim; † 24. Januar 1917 in Mainz) war ein hessischer Lehrer und Politiker (Zentrum) und Abgeordneter der 2. Kammer der Landstände des Großherzogtums Hessen.
Jakob Schlenger war der Sohn von Barbara Schlenger. Schlenger, der katholischen Glaubens war, heiratete 1865 Dorothea Wilhelmine geborene Petri. Er studierte in Gießen, wo er 1852 Mitglied der Burschenschaft Germania Gießen wurde. Er war 1861 bis 1864 Lehrer in Bensheim und 1864 bis 1899 in Mainz.
Von 1884 bis 1885 und wieder von 1899 bis 1905 gehörte er der Zweiten Kammer der Landstände an. Er wurde zunächst für den Wahlbezirk Stadt Mainz und in der 31 bis 32. Wahlperiode für den Wahlbezirk Starkenburg 8/Lorsch-Heppenheim gewählt. Er war 1874 Stadtverordneter in Mainz.